# Ailby
Ailby – przysiółek w Anglii, w Lincolnshire. Leży 2 km od miasta Alford, 47,1 km od Lincoln i 196 km od Londynu.
W latach 1870–1872 miejscowość liczyła 53 mieszkańców. Ailby jest wspomniana w Domesday Book (1086) jako Alebe/Halebi.